# Dednja vas
Dednja vas este o localitate din comuna Brežice, Slovenia, cu o populație de 174 de locuitori.